# Korvakkolaki
De Korvakkolaki, Nederlands: Korvakkoberg, is een heuvel of berg in het noorden van Zweden. De Korvakkolaki ligt in de gemeente Pajala op minder dan twee kilometer van de Muonio, die daar op de grens met Finland ligt. Er ligt iets ten noorden van de Korvakkolaki een andere berg, de Korvakkovaara, en tussen die twee ligt het Korvakkomeer. 